# Richard Lienhard
Richard Lienhard (nascido em 1919) é um jurista, jornalista e político (PS) suíço.

## Biografia
Lienhard cresceu no cantão de Schaffhausen. Estudou direito e fez doutorado em 1944 na Universidade de Berna. Em 1952 entrou no Partido Social Democrata da Suíça. A partir de 1954 viveu na cidade de Zurique, onde foi eleito presidente do tribunal distrital (Bezirksgerichtspräsident) em 1961. A partir do mesmo ano foi também membro do governo municipal de Zurique. De 1960 a 1980 foi redator da revista social democrata Rote Revue/Profil. Em 1984 saiu do partido e aproximou-se da União Democrática do Centro.

## Literatura secundária
- Helmut Hubacher: Zum Rücktritt des Redaktors. In: Profil. Vol. 59 (1980), n. 10, p. 273s, doi:10.5169/seals-347735.